# Tekov

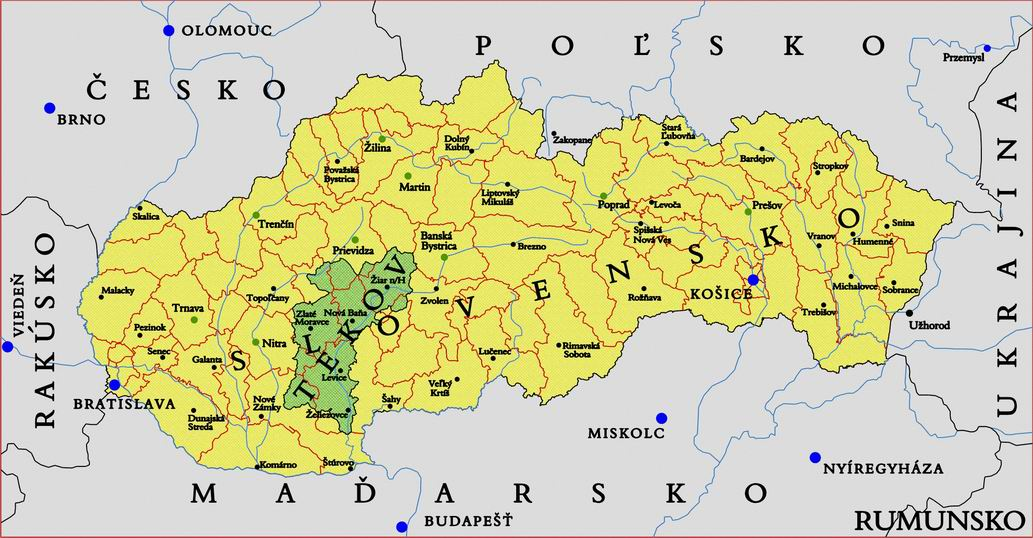
Lage von Tekov in der heutigen Slowakei

Tekov, deutsch Barsch (ungarisch Bars), ist eine Landschaft in der Slowakei. Von ihr abgeleitet ist der Name des ehemaligen ungarischen Komitats Bars, der Name selbst ist von der Hauptburg des Gebiets, Burg Barsch abgeleitet.
Das Gebiet liegt in der heutigen Mittel- und Südslowakei, der slowakische Name "Tekov" wird jetzt als inoffizielle Bezeichnung für dieses Gebiet verwendet.